# Amtsgericht Zossen

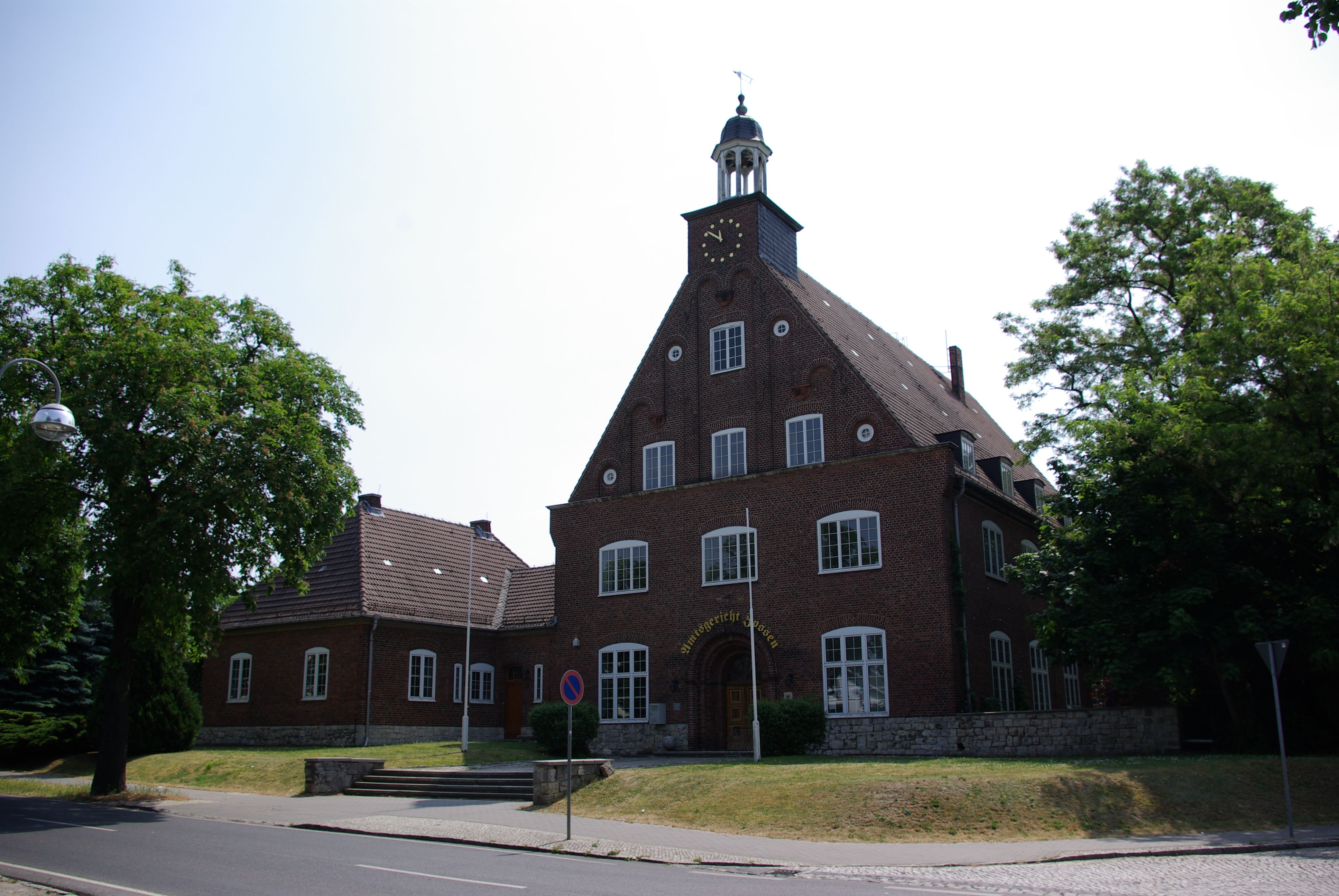
Gerichtsgebäude (2008)

Das Amtsgericht Zossen ist ein Gericht der ordentlichen Gerichtsbarkeit. Es ist eines von sechs Amtsgerichten (AG) im Bezirk des Landgerichtes Potsdam.

## Gerichtssitz und -bezirk
Sitz des Gerichtes ist die amtsfreie Stadt Zossen im Landkreis Teltow-Fläming. Der 770 km² große Gerichtsbezirk erstreckt sich auf die Städte Zossen, Baruth/Mark und Ludwigsfelde sowie die Gemeinden Am Mellensee, Blankenfelde-Mahlow, Großbeeren und Rangsdorf. In ihm leben rund 99.000 Menschen. Registergericht ist das Amtsgericht Potsdam, das auch für Insolvenzverfahren zuständig ist. Die Zwangsversteigerungs- und Zwangsverwaltungsverfahren werden vom Amtsgericht Luckenwalde durchgeführt. Mahnverfahren bearbeitet das Amtsgericht Wedding als Zentrales Mahngericht.

## Übergeordnete Gerichte
Dem Amtsgericht Zossen ist das Landgericht Potsdam übergeordnet. Zuständiges Oberlandesgericht ist das Brandenburgische Oberlandesgericht in Brandenburg an der Havel.

## Geschichte
Im Ergebnis der Revolution von 1848/49 wurde zum 1. April 1849 das Gerichtswesen neu geordnet. In Berlin entstand das Kreisgericht Berlin als Eingangsgericht, welches dem Kammergericht nachgeordnet war. In Zossen entstand eine Zweigstelle des Berliner Kreisgerichtes, die Gerichtskommission Zossen. Im Rahmen der Reichsjustizgesetze wurden diese Gerichte aufgehoben und reichsweit einheitlich Oberlandes-, Land- und Amtsgerichte gebildet. Das königlich preußische Amtsgericht Zossen wurde mit Wirkung zum 1. Oktober 1879 als eines von elf Amtsgerichten im Bezirk des Landgerichtes Berlin II im Bezirk des Kammergerichtes gebildet. Der Sitz des Gerichtes war die Stadt Zossen. Sein Gerichtsbezirk umfasste aus dem Landkreis Teltow den Stadtbezirk Zossen, die Amtsbezirke Cummersdorfer Forst, Glienicke, Jachzenbrück und Sperenberg sowie den Amtsbezirk Groß Schulzendorf ohne den Gemeindebezirk und Gutsbezirk Jühnsdorf. Am Gericht bestand 1880 eine Richterstelle. Das Amtsgericht war damit ein kleines Amtsgericht im Landgerichtsbezirk.
Nach dem Zweiten Weltkrieg wurde das Amtsgericht Zossen dem Landgericht Potsdam zugeordnet. Im Jahre 1952 wurden in der DDR die Amtsgerichte abgeschafft und stattdessen Kreisgerichte gebildet. Zossen kam zum Kreis Zossen, zuständiges Gericht war damit das Kreisgericht Zossen. Das Amtsgericht Zossen wurde aufgehoben. Das Brandenburgische Gerichtsneuordnungsgesetz (BbgGerNeuOG), verkündet als Artikel 1 des Gesetzes zur Neuordnung der ordentlichen Gerichtsbarkeit und zur Ausführung des Gerichtsverfassungsgesetzes im Land Brandenburg vom 14. Juni 1993, verfügte zum 1. Dezember 1993 die Fortführung der bestehenden Kreisgerichte als Amtsgerichte, die Fortführung der Bezirksgerichte in Cottbus, Frankfurt (Oder) und Potsdam als Landgerichte und die Errichtung eines weiteren Landgerichtes in Neuruppin. Damit entstand das Amtsgericht Zossen neu.

## Gebäude
Das Gericht ist im unter Denkmalschutz stehenden Gebäude Gerichtstraße 10 untergebracht.